# ディキンスン 〜若き女性詩人の憂鬱〜
『ディキンスン 〜若き女性詩人の憂鬱〜』（原題: Dickinson）は、2019年から配信されているアメリカ合衆国のコメディドラマシリーズ。詩人エミリー・ディキンソンをモチーフに彼女を取り巻く世界を描く。企画・製作はアリーナ・スミスが務め、ヘイリー・スタインフェルド、トビー・ハス、ジェーン・クラコウスキーらが主演した。2019年11月1日にApple TV+オリジナル作品として全世界に配信された。2021年9月、同年11月から第3シーズンが配信されると同時に全3シーズンを以てドラマ自体を終了させる事を発表した。

## あらすじ
政治や教育の世界で有名な家庭に生まれたエミリ・ディキンスンは、時代になじめない新進気鋭の詩人。詩作に集中したいが、社会やジェンダー、家族の制約が彼女を抑圧しようとする。現代の感性とトーンで当時を描く本作は、エミリの成長物語であり、一人の女性が声を聞いてもらうための戦いである。

## キャスト

### メイン
- ヘイリー・スタインフェルド - エミリー・ディキンスン（日本語吹替 - 三村ゆうな）
- トビー・ハス - エドワード ・ディキンスン（日本語吹替 - 花輪英司）
- ジェーン・クラコウスキー - エミリー・ノークロス・ディキンスン（日本語吹替 - 斎藤恵理）
- エイドリアン・ブレイク・ エンスコー - オースティン・ディキンスン（日本語吹替 - 河西健吾）
- アンナ・バリシニコフ（英語版） - ラヴィニア・”ヴィニー”・ディキンスン（日本語吹替 - 上田麗奈）
- エラ・ ハント（英語版） - スー（日本語吹替 - 金香里）

### リカーリング
- ダーリーン・ハント（英語版） - Maggie
- マット・ローリア（英語版） - Ben Newton
- ガス・ハルパー - Joseph Lyman
- ガス・バーニー - Jane Humphrey
- ソフィー・シュガー - Abby Wood
- アレグラ・ハート - Abiah Root
- ケビン・イー - Toshiaki
- チナザ・ウチェ - Henry
- サミュエル・ファーンスワース - George Gould
- ウィズ・カリファ - Death
- ジョン・ムレイニー（英語版） - ヘンリー・デイヴィッド・ソロー
- ジェイソン・マンツォーカス - Bee (声の出演)

## エピソード
| シーズン | シーズン | 話数 | 話数 | 放送期間      | 放送期間      |
| -------- | -------- | ---- | ---- | ------------- | ------------- |
|          | 1        | 10   | 10   | 2019年11月1日 | 2019年11月1日 |

### シーズン1 (2019)
| 通算 話数 | タイトル                                              | 監督                           | 脚本                             | 公開日        |
| --------- | ----------------------------------------------------- | ------------------------------ | -------------------------------- | ------------- |
| 1         | "死のために私は止まれず" "Because I Could Not Stop"   | デヴィッド・ゴードン・グリーン | Alena Smith                      | 2019年11月1日 |
| 2         | "私は火山を知らない" "I Have Never Seen 'Volcanoes'"  | デヴィッド・ゴードン・グリーン | Alena Smith & Rachel Axler       | 2019年11月1日 |
| 3         | "嵐の夜" "Wild Nights"                                | Lynn Shelton                   | Alena Smith & Ali Waller         | 2019年11月1日 |
| 4         | "独りになれない" "Alone, I Cannot Be"                 | Lynn Shelton                   | Alena Smith                      | 2019年11月1日 |
| 5         | "肉体を持つのが怖い" "I Am Afraid to Own a Body"      | Silas Howard                   | Alena Smith & Ken Greller        | 2019年11月1日 |
| 6         | "短くも辛抱強い病" "A Brief, but Patient Illness"     | Silas Howard                   | Rachel Axler                     | 2019年11月1日 |
| 7         | "勝利による敗北" "We Lose - Because We Win"           | Stacie Passon                  | Robbie Macdonald and Alena Smith | 2019年11月1日 |
| 8         | "斜めに差し込む光" "There's a Certain Slant of Light" | Stacie Passon                  | Hayes Davenport                  | 2019年11月1日 |
| 9         | "信仰は良き発明" "'Faith' Is a Fine Invention"        | Patrick Norris                 | Darlene Hunt                     | 2019年11月1日 |
| 10        | "頭の中で感じた葬式" "I Felt a Funeral, in My Brain"  | Patrick Norris                 | Alena Smith & Ali Waller         | 2019年11月1日 |

## 製作
2018年5月30日、Appleが本作の製作を発表。シリーズの脚本はアリーナ・スミスが担当した。制作会社にはwiipやAnonymous Contentなど参加した。2019年10月、第1シーズンの放送前に第2シーズンの製作が決定したと報じられた。

## 評価

### 批評
本作は批評家から好意的な評価を受けている。第1シーズンは批評集積サイトのRotten Tomatoesに62件のレビューがあり、批評家支持率は74%、平均点は10点満点で6.45点となっている。また、Metacriticには29件のレビューがあり、加重平均値は66/100となっている。